# Richard van de Loo

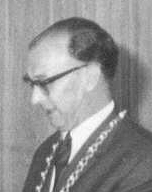
Richard van de Loo (1965)

Richard van de Loo (* 21. Februar 1909 in Kleve; † 15. April 1990 ebenda) war ein deutscher Jurist und Bürgermeister von Kleve von 1955 bis 1984.

## Familie
Die Familie van de Loo war kommunalpolitisch in dritter Generation aktiv. Richards Großvater war Bürgermeister von Asperden, der Vater war der Anwalt Franz van de Loo, seit 1920 Stadtrat in Kleve. Nach der nationalsozialistischen Machtergreifung 1933 musste er sein Mandat niederlegen. Als Franz van de Loo 1935 den Juden Emil Mannheimer verteidigte, wurde er seine Anwaltspraxis boykottiert. In den Jahren 1945/1946–1948 gehörte er zu den ersten Mitgliedern des neuen Stadtrats. 1952 wurde er zum ersten Ehrenbürger der Stadt Kleve der Nachkriegszeit ernannt.

## Leben
Richard van de Loo studierte Jura in Freiburg und Bonn. Nach 1945 arbeitete er mit seinem Vater als Rechtsanwalt in Kleve. Nach dessen Tod 1960 war er als Anwalt bis 1990 tätig. 1946 trat er der CDU bei und saß von 1952 bis 1969 in der Kreistagsfraktion, zuletzt als Vorsitzender. Er arbeitete auch als Verfassungsrichter als Wahlmitglied 1964 bis 1976 am Verfassungsgerichtshof für das Land Nordrhein-Westfalen.
Von 1955 bis 1984 war er Bürgermeister der Stadt Kleve. In seine Amtszeit fielen der Bau des neuen Rathauses 1957, die Eröffnung des Hallenbads 1958, der Rheinbrücke Kleve-Emmerich, der Stadthalle 1965, die Eröffnung diverser Schulen und Bildungseinrichtungen, die Einrichtung der Fußgängerzone. Die Ausstellungen zum 100. Todestag von B.C. Koekkoek (1962) und zum 300. Todestag von Johann Moritz von Nassau-Siegen (1979) bildeten Höhepunkte in der Darstellung der Stadtgeschichte. Außerdem empfing er am 1. Dezember 1978 im Museum Haus Koekkoek Bundeskanzler Helmut Schmidt sowie den niederländischen Premierminister Dries van Agt.

## Ehrungen
Für sein Wirken wurde er 1978 von dem Bundespräsidenten Richard von Weizsäcker mit dem Großen Verdienstkreuz der Bundesrepublik Deutschland geehrt. Bei Ausscheiden wurde er am 21. Februar 1984 einstimmig zum Ehrenbürger der Stadt Kleve ernannt.